# Wells (cognome)
Wells è un cognome di lingua inglese.

## Etimologia
Wells è un cognome di origine toponomastica, derivato dalla residenza presso località chiamate Wells, ovvero sorgenti.

## Diffusione
Il cognome Wells è presente in Italia in 9 comuni.

## Persone
- Allan Wells, atleta britannico
- Alan Arthur Wells, ingegnere britannico, inventore della turbina che porta il suo nome
- Beanie Wells, giocatore di football americano statunitense
- Bonzi Wells, cestista statunitense
- Bubba Wells, cestista statunitense
- Colin Wells, storico
- Claudia Wells, attrice statunitense
- Deborah Wells, attrice pornografica ungherese
- George Wells, sceneggiatore statunitense
- Greg Wells, musicista e produttore discografico canadese
- H. G. Wells, scrittore britannico
- Horace Wells, medico statunitense
- Isaac Wells, cestista statunitense
- Jason Wells, giocatore di calcio a 5 australiano
- Jayson Wells, cestista statunitense
- John Wells, attore e sceneggiatore britannico
- John Wells, pittore britannico
- Joseph Wells,  crickettista britannico padre di H. G. Wells
- Junior Wells, cantante statunitense
- Owen Wells, cestista statunitense
- Rebecca Wells, scrittrice e attrice statunitense
- Zach Wells, calciatore statunitense

## Il cognome nelle arti
- Andrew Wells - personaggio della serie televisiva Buffy l'ammazzavampiri